# Antonio Vigo
Antonio Vigo OdeM (* 1597 in Jerez de la Frontera; † 30. Juli 1666;) war ein spanischer Ordensgeistlicher.
Virgo legte am 14. März 1616 die Profess für den Order of Our Lady of Mercy ab.
Papst Alexander VII. ernannte ihn am 10. November 1664 zum Weihbischof in Lima und Titularbischof von Dariensis. Allerdings starb Vigo, bevor er die Bischofsweihe empfangen hatte.